# Indisk næsehorn
Det indiske næsehorn også kaldet pansernæsehornet (Rhinoceros unicornis) er et næsehorn i ordenen af uparrettåede hovdyr. Dyret har en skulderhøjde på 148-186 cm og har en længde på 310-380 cm. Hannen vejer 2,2 t, mens hunnen vejer 1,6 t. Det indiske næsehorn har et horn på cirka 53 cm. Hunnen er drægtig i 462-490 dage før hun føder en unge. Hunnen føder en unge omkring hvert 3. år.
Det indiske næsehorn har kun et horn.
Det indiske næsehorn lever i få områder i Nepal og i Assam i Indien. Bestanden er på omkring 3600 dyr. I starten af 1900-tallet var der kun omkring 75 tilbage. I 2012 var der omkring 2700, og i 2020 var der over 3600 i vild natur.
Næsehornet kan leve helt op til 47 år i fangenskab.